# Marcus Miller
Marcus Miller (født 14. juni 1959 i Brooklyn, New York) er en amerikansk bassist, sanger, keyboardspiller, klarinetist, saxofonist og komponist.

## Biografi
Marcus Miller opvoksede på Jamaica i en meget musikalsk familie. Familien flyttede til New York og fra 15-årsalderen blev han professionel bassist. Han turneret fra 16-årsalderen med Lenny White band. Han arbejdede flittigt som studiemusiker, og har indspillet over 1500 plader bl.a. med Roberta Flack, George Benson, Aretha Franklin, Dave Grusin, Earl Klugh, Grover Washington Jr., Chaka Khan, Bob James og David Sanborn med flere. Fra 1981 indspillet han med Miles Davis, som han også har komponeret og produceret for, bl.a. pladen Tutu fra 1986. Fra 1988-89 var han sammen med David Sanborn kapelmester i NBC Saturday Night live-tv-showet. Fra starten af 90'erne har han haft sin egen solokarriere.

## Stil
Marcus Miller er kendt for sit sublime basspil, som er inspireret af Sly and the Family Stone-bassisten Larry Graham.
Hans soloplader bærer præg af instrumental jazzfunk, tit med lange bassoloer i "groovy" slapbas-stil.
Marcus Miller har i det meste af sin karriere spillet på en Fender Jazz Bass fra 1977. I 1980 indbyggede Roger Sadowsky en Bartolini NTP pre-amp i hans bas, som har givet ham sin klassiske Miller-sound.

## Andre henvisninger
- Wikimedia Commons har flere filer relateret til Marcus Miller
- Billeder på nostatic.com